# Glandiceps eximius
Glandiceps eximius är en djurart som tillhör fylumet svalgsträngsdjur, och som beskrevs av Spengel 1907. Glandiceps eximius ingår i släktet Glandiceps och familjen Spengelidae. Inga underarter finns listade i Catalogue of Life.